# Awad Olwan
Awad Olwan, född 16 juli 1946, är en palestinsk-svensk imam.

## Biografi
Olwan föddes i Brittiska Palestinamandatet men kom till Sverige i mitten på 1960-talet. Han arbetade som isoleringsmontör när Fisksätra byggdes på 1970-talet och har även haft egen taxifirma. Han flyttade till Fisksätra 1995 och blev omgående vald till imam i den lokala muslimska församlingen, och har blivit en central gestalt i orten.
Han menar att islam i grunden erbjuder många lösningar i en polariserad värld, men att hans religion återkommande har kidnappats av destruktiva krafter. Han anser också att muslimer i Sverige blandar ihop tradition med religion, och han framhåller till exempel bruket att kvinnor ska bära niqab fanns före islam och saknar stöd i Koranen.
Olwan är en av initiativtagarna till Guds Hus i Fisksätra, där muslimer och kristna samarbetar och planerar att bygga ihop den befintliga kyrkan med en moské.
Olwan har medverkat i filmen Täcknamn Coq Rouge, i filmen Beck - Döden i Samarra samt tv-serien Kalifat. Den 14 augusti 2020 var han värd för Sommar i P1
Awad Olwan har tillsammans med bland annat Gudrun Schyman och K G Hammar engagerat sig i det nya politiska partiet Klimatalliansen samt i lokala partiet Nackalistan.